# Ramaria subaurantiaca
Ramaria subaurantiaca är en svampart som beskrevs av Corner 1955. Ramaria subaurantiaca ingår i släktet Ramaria och familjen Gomphaceae.   Inga underarter finns listade i Catalogue of Life.